# George Desvallières
George Desvallières, född 1861, död 1950, var en fransk konstnär.
Desvallières var elev bland annat till Gustave Moreau, och upptog i början den äldre renässansens målningssätt men blev sedan friare i sin stil i neoimpressionismens anda.

## Verk
Målningar
- La Vigne
- Le Bon larron
- En soirée, Madame Pascal Blanchard, (maka till målaren Pascal Blanchard), 1903, olja på marouflerat papper på duk, Paris, musée du Petit Palais.
- Le Christ à la colonne
- Hercule au jardin des Hespérides
- Station de Chemin de Croix
- Sujet sacré
- La Piéta d'Avignon
- L'Ascension du poilu
- Väggmålningar i kapellet till Château de Saint-Privat (Gard), gåva till J. Rouché.